# Eugenio Toussaint
Eugenio Toussaint Uhthoff (Mexico-Stad, 9 oktober 1954 - aldaar, 8 februari 2011) was een Mexicaans componist, arrangeur en jazzpianist.

## Biografie
Als muzikant was Toussaint aanvankelijk autodidact. Op achttienjarige leeftijd begon hij als pianist bij de Mexicaanse jazzband Odradek. In 1974 studeerde hij piano bij Nestor Castaneda en harmonie bij Jorge Perez Herrera.
Aansluitend werkte hij met een jazzband Blue Note en in 1976 richtte hij, samen met zijn broers Enrique (bas) en Fernando (drums), de band Sacbé op, die zich tot een van de belangrijkste jazzcombo's van Amerika zou ontwikkelen. In 1979 trok Sacbé naar de Verenigde Staten. Hier maakte Toussaint snel naam als jazzpianist. Hij werkte met onder meer Herb Alpert en Paul Anka. Een stipendium van de Mexicaanse regering stelde hem in staat te studeren aan de Dick Grove Music School in Los Angeles.
Hij beperkte zich daar niet tot de jazz. Hij studeerde ook orkestratie bij de Britse componist en arrangeur Albert Harris (1916-2005). Die studie gaf zijn muzikale loopbaan een nieuwe wending. Nadat hij in 1979, met een strijkkwartet, de eerste stappen had gezet naar het componeren van klassieke muziek, werd dit steeds meer zijn hoofdbezigheid. Hoewel Toussaint bleef optreden als jazzmusicus, keerde hij in 1986 terug naar Mexico. Vanaf dat moment werkte hij vooral als componist.
In 1990 en 1991 studeerde hij in Mexico nog pianotechniek, terwijl hij zich verder bekwaamde in de orkestratietechniek. Zijn composities begonnen ook buiten Mexico naam te maken en diverse van zijn werken werden in Europa uitgevoerd. Hij trad zelf regelmatig op als solist in een door hem gecomponeerd pianoconcert.
Verschillende werken werden op cd opgenomen.
Eugenio Toussaint stierf aan een overdosis antidepressiva.

## Werken (selectie)
Toussaint liet een oeuvre na van zeventig opusnummers, vooral kamer- en orkestmuziek. 
Van zijn werk als jazzpianist, solistisch zowel als met Sacbé, bestaan diverse opnamen op cd.

### Kamermuziek
- Strijkkwartet no. 1 (1979)
- Strijkkwartet no. 2 (1995)
- Pieza Corta (voor strijkkwartet) (1984)
- Duo voor fluit en piano (1992)
- Variaciones concertantes voor ensemble (1993)
- Cinco miniaturas de Paul Klee voor fluit, fagot en piano (1993)
- Rumbo de Rumba voor trombonekwartet (1994)
- A la otra vida, Nanacoctli, Vino de hongos voor tenor en blaaskwintet (1996)
- Post Tenebras Lux voor sopraansaxofoon, hobo en basklarinet (1997)
- Kaleidoscopio voor strijkkwartet (2000)
- Tien Estudios Bop voor diverse bezettingen (1994-2008)

### Orkestmuziek
- Popol Vuh, symfonisch gedicht (1991)
- Suite de las Ciencias (1991)
- Danzas de la ciudad (1993)
- Calaveras (1995)
- Symfonie no. 1 El viaje de la vida (1995)
- Dias de los muertos, balletmuziek (1997)
- Popurri Pérez Prado (1999)
- Suite del Tajín (2000)
- Sinfonia de la Bamba (2007)
- Popocatépetl, fuerza y calma (2008)

### Soloconcerten
- Celloconcert no. 1 (1982)
- Celloconcert no. 2 (1999)
- Concert voor harp, Engelse hoorn en strijkorkest Gauguin (1992)
- Gitaarconcert (1994)
- Bouillabaisse, divertimento voor piano en klein orkest (1996)
- Concert voor marimba, strijkers en slagwerk (2001)
- Fluitconcert no. 1 (2005)
- Fluitconcert no. 2 (2007)
- Pianoconcert (2008)
- Klarinetconcert (2010)